# NGC 375

NGC 375

NGC 375 هي مجرة تتبع كوكبة الحوت. اكتشفها Lawrence Parsons, 4th Earl of Rosse ‏ في 1 ديسمبر 1874.

## روابط خارجية
- NGC 375 على موقع ويكي سكاي: DSS2, SDSS, GALEX, IRAS, Hydrogen α, X-Ray, Astrophoto, Sky Map, Articles and images